# Dick Lundy
Pour les articles homonymes, voir Lundy.
Richard "Dick" Lundy (14 août 1907  à Sault Sainte Marie dans le Michigan – 7 avril 1990 à San Diego, Californie) est un animateur de dessins animés et réalisateur américain, surtout connu pour avoir créé le personnage de Donald Duck dans le film Une petite poule avisée, sorti le 9 juin 1934.

## Biographie
Dick Lundy travailla pour plusieurs studios dont les Walt Disney Productions, Walter Lantz et la Metro-Goldwyn-Mayer.
Pour Disney il commença à travailler sur Steamboat Willie en 1928 et anima plusieurs des grands classiques du studio dont Les Trois petits cochons (1933) et Blanche-Neige et les Sept Nains (1937). Il devient réalisateur sur Scouts marins (1939) et poursuit sur d'autres courts métrages de Donald Duck de 1939 à 1943.
Il quitta les studios Disney en 1943.
Pour les autres studios, il est connu comme le réalisateur de plusieurs dessins animés de Woody Woodpecker, Andy Panda et Barney Bear

## Filmographie

### Comme animateur
- 1928 : Steamboat Willie
- 1930 : Arctic Antics
- 1930 : Midnight in a Toy Shop
- 1930 : The Shindig
- 1930 : Monkey Melodies
- 1930 : Winter
- 1930 : Playful Pan
- 1931 : Woody goguenarde (Birds of a Feather)
- 1931 : Les Chansons de la mère l'oie (Mother Goose Melodies)
- 1931 : L'Assiette de porcelaine (The China Plate)
- 1931 : En plein boulot (The Busy Beavers)
- 1931 : Le Vilain petit canard (The Ugly Duckling)
- 1933 : Les Trois petits cochons
- 1933 : Mickey's Gala Premier
- 1934 : Playful Pluto
- 1934 : Une petite poule avisée (The Wise Little Hen)
- 1934 : Le Gala des orphelins (Orphan's Benefit)
- 1935 : Le Jour du jugement de Pluto (Pluto's Judgement Day)
- 1936 : Partie de campagne (Orphan's Picnic)
- 1936 : Grand Opéra (Mickey's Grand Opera)
- 1936 : De l'autre côté du miroir (Thru the Mirror)
- 1937 : Blanche-Neige et les Sept Nains
- 1940 : L'Entreprenant M. Duck (Mr. Duck Steps Out)
- 1941 : Sullivan's Travels  (en raison de l'inclusion de "Playful Pluto")
- 1943 : Home Defense
- 1944 : The Beach Nut
- 1960 : Les Pierrafeu
- 1961 : Yogi l'ours
- 1966 : The Man Called Flintstone
- 1966 : Frankenstein, Jr. and the Impossibles
- 1967 : Atomas la fourmi atomique (The Atom Ant Show)
- 1967 : Moby Dick and the Mighty Mightor
- 1968 : The New Adventures of Huckleberry Finn (1 épisode)
- 1969 : The Perils of Penelope Pitstop
- 1970 : Where's Huddles?
- 1969 : Scooby-Doo, Where Are You!
- 1972 : Fritz the Cat
- 1972 : The New Scooby-Doo Movies (1 épisode)
- 1972 : The Roman Holidays, une série télévisée
- 1980 : Mickey Mouse Disco

### Comme réalisateur
- 1939 : Scouts marins (Sea Scouts)
- 1940 : Donald le riveur (The Riveter)
- 1941 : Donald à la kermesse (A Good Time for a Dime)
- 1941 : Donald photographe (Donald's Camera)
- 1942 : Donald forgeron (The Village Smithy)
- 1942 : Le Jardin de Donald (Donald's Garden)
- 1942 : La Mine d'or de Donald (Donald's Gold Mine)
- 1943 : Donald crève (Donald's Tire Trouble)
- 1943 : The Flying Jalopy
- 1945 : The Poet & Peasant
- 1945 : Enemy Bacteria
- 1945 : Sliphorn King of Polaroo
- 1945 : Crow Crazy
- 1946 : Musical Moments from Chopin
- 1946 : Apple Andy
- 1946 : Bathing Buddies
- 1946 : The Wacky Weed
- 1947 : Smoked Hams
- 1947 : The Coo Coo Bird
- 1947 : Overture to William Tell
- 1947 : Woody, the Giant Killer
- 1947 : Well Oiled
- 1947 : Solid Ivory
- 1947 : The Mad Hatter
- 1948 : The Bandmaster
- 1948 : Banquet Busters
- 1948 : Kiddie Koncert
- 1948 : Wacky Bye Baby
- 1948 : Wet Blanket Policy
- 1948 : Pixie Picnic
- 1948 : The Playful Pelican
- 1948 : Dog Tax Dodgers
- 1948 : Wild and Woody!
- 1949 : Scrappy Birthday
- 1949 : Drooler's Delight
- 1951 : Puny Express
- 1952 : Caballero Droopy
- 1952 : The Little Wise Quacker
- 1952 : Busybody Bear
- 1953 : Barney's Hungry Cousin
- 1953 : Cobs and Robbers
- 1953 : Heir Bear
- 1953 : Wee-Willie Wildcat
- 1953 : Half-Pint Palomino
- 1954 : The Impossible Possum
- 1954 : Sleepy-Time Squirrel
- 1954 : Bird-Brain Bird Dog
- 1957 : Le Woody Woodpecker Show
- 1960 : Donald Duck and his Companions (en raison de l'inclusion de "Sea Scouts")
- 1982 : Woody Woodpecker and His Friends